# Jean-Marc Michelangeli
Pour les articles homonymes, voir Michelangeli (homonymie).
 (mars 2025).
Jean-Marc Michelangeli, né le 10 octobre 1969 à Marseille, est un comédien et scénariste français.

## Biographie
Après une courte mais intense carrière d’instituteur, Jean-Marc Michelangeli devient comédien professionnel en 1995, interprétant au théâtre de nombreux rôles issus du répertoire classique, de ses propres créations, ou de la Commedia dell’arte (sous la direction de Carlo Boso avec qui il collabore régulièrement).
En 2001, il crée, avec Didier Landucci, le spectacle d’improvisation Les Bonimenteurs, qu’il tournera à Paris (Casino de Paris, Palais des glaces, L’européen, Bataclan, Olympia, Dix heures…), au Festival off d’Avignon et dans la France entière durant 20 ans, avec plus de 2000 représentation à son actif. En 2016, il intègre le spectacle Ivo Livi ou le destin d’Yves Montand, Molière 2017 du meilleur spectacle musical (Gaîté Montparnasse, Tristan Bernard, tournée en France et à l’étranger).
Il tourne également dans de nombreux téléfilms et séries (Mafiosa, Section de recherches, Mes deux amours, Tandem, Alex Hugo, Caïn…) et pour le cinéma (Noir Océan, La French, Stillwater…).
En parallèle, Il mène une carrière d’auteur, notamment pour TF1 (Nos chers voisins, PEP’S).

## Filmographie

### Cinéma

#### Longs métrages
- 2009 : Noir Océan de Marion Hänsel : Lieutenant
- 2012 : Un prince (presque) charmant de Philippe Lellouche - Garçon de café
- 2013 : La Tendresse de Marion Hänsel - Médecin
- 2014 : La French de Cédric Jimenez - Meilleur ami du Juge Michel
- 2019 : Stillwater de Tom McCarthy - Capitaine de police
- 2020 : Permis de construire d'Éric Fraticelli - Syndicaliste agricole
- 2022 : Les Engagés d'Émilie Frèche
- 2023 : Le Clan d'Éric Fraticelli - colonel gendarmerie

#### Courts métrages
- 2000 : La pêche au Sargail de Philippe Carrese - Pêcheur
- 2001 : L'Antibruiteur de Loïc Nicoloff - Tueur à gages
- 2003 : L'Usine Monod de Loïc Nicoloff - Journaliste TV
- 2006 : Moussa de Sofiane Belmouden - Beauf
- 2015 : Ne vois-tu rien venir de Nicolas Suzanne - Marc Delorme, chef syndicaliste
- 2016 : U controllu de Gilles Tillet - Professeur
- 2017 : Poker de Franckie Charras - Joueur de Poker

### Télévision
- 2003 : Action Justice d'Alain Nahum - Médecin
- 2004 : Plus belle la vie - Baresco, Chef d'entreprise
- 2006 : Mafiosa, le clan de Louis Choquette - Patron des dockers
- 2007 : Le Tuteur d'Édouard Molinaro - Chef des pompiers
- 2008 : Mafiosa 2 d'Éric Rochant -  Bonafedi, chef des nationalistes
- 2009 : Louis la Brocante de Bruno Gantillon - Antiquaire sans scrupule
- 2010 : Interlude de Hervé Mimran - Marco
- 2010 : Mafiosa 3 d'Éric Rochant - Rôle récurrent :  Bonafedi, chef des nationalistes
- 2010 : Mes deux amours de Régis Musset - Gendarme
- 2011 : Enquêtes réservées de Christophe Barbier - Suspect
- 2012 : Mafiosa 4 de Pierre Leccia - Rôle récurrent :  Bonafedi, chef des nationalistes
- 2012 : Section de recherche d'Eric Leroux - Mari de la victime, faux suspect
- 2012 : Une famille formidable d'Alexandre Pidoux - Chef cuisinier
- 2013 : Mafiosa 5 de Pierre Leccia - Rôle récurrent Bonafedi, chef des nationalistes
- 2012 : Plus belle la vie - Gynécologue Dr Léger
- 2014 : Commissaire Magellan, L'épreuve du feu, d'Emmanuel Rigaut - Chef pompier.
- 2014 : Meurtres au Mont Ventoux de Thierry Peythieu - Père violent
- 2015 : Commissaire Laviolette de Bruno Gantillon - Justin, le garde chasse
- 2015 : Duel au soleil d'Olivier Guignard - Vidal, le tueur
- 2015 : Contact de Frédéric Berthe - Père de la fille disparue
- 2015 : Meurtres à la Ciotat de Dominique Ladoge - Médecin légiste
- 2016 : Section de recherches - Rôle récurrent : Lieutenant BT
- 2016 : Alex Hugo, Les amants du levant, d'Olivier Langlois - Commandant des Douanes
- 2017 : Je voulais juste rentrer chez moi d'Yves Rénier - Gendarme Jean-Yves Le Gac
- 2017 : Plus belle la vie - Dr Rougemont
- 2017 : La Stagiaire, saison 3 de Stéphane Kappes - M. Ledoyen
- 2017 : Tandem, saison 2, de Jean-Christophe Delpias - Christophe Leprest
- 2017 : Caïn, saison 6, de Bertrand Arthuys - José Martinez
- 2018 : Over la nuit (Via stella) de Julien Meynet - Le maire.
- 2018 : Leo Matteï, saison 5, de Hervé Renoh - Le père de Morgane
- 2019 : Candice Renoir, saison 8, de Raphaël Lenglet : Laurent Berry
- 2019 : Capitaine Marleau de Josée Dayan : Henri Ricciardi, chasseur
- 2025 : Plaine orientale de Pierre Leccia : Antoine Santelli, Maire de Bastia

## Théâtre
- 2016 / 2019 : IVO LIVI ou le destin d'Yves Montand - Molière 2017 Meilleur spectacle musical - Gaîté Montparnasse ; Tristan Bernard ; Tournée en France et en Belgique
- 2015 : DRIIING d'après le show TV américain "Whose line is it any way ?" - Le Pandora, Festival off d'Avignon
- 2001 / 2017 : Les Bonimenteurs de Michelangeli et Landucci / Mes Carlo Boso - Paris (Montmartre Galabru, la Contrescarpe, Théâtre de dix heures, Palais des glaces, Bataclan, Casino de Paris, Olympia, L'Européen, Mogador...), Festival d'Avignon et en tournée dans toute la France.

## Scénariste
- 2009 : Le pitch - Programme court pour Wild Side Video réalisé par Yankel Murciano
- 2010 : Interlude - Programme court pour TPS STAR réalisé par Hervé Mimram
- 2013 / 2016 : Nos chers voisins / Pep's - TF1

## Auteur
- 2023  : Nos terres promises - Barbara furtuna (opus 1/3) - Roman sorti aux éditions DCL